# Keith Richards
Keith Richards (Dartford, Inglaterra; 18 de diciembre de 1943) es un guitarrista, cantante, compositor, productor y actor británico, reconocido mundialmente por ser fundador (junto a Brian Jones y Mick Jagger) de la banda de rock The Rolling Stones. Es uno de los dos miembros originales, junto a Mick Jagger, que continúan en la banda ininterrumpidamente desde 1962.
A partir de mediados de la década de 1960 se convirtió, junto a Jagger, en el motor creativo de los Stones, componiendo desde esa época casi todas las canciones del grupo, y en algunas ocasiones interpretando la voz principal. La revista Rolling Stone enumera catorce canciones escritas por la dupla Jagger/Richards en su lista de Las 500 mejores canciones de todos los tiempos según Rolling Stone.
Pese a que casi toda su carrera musical la ha desarrollado como integrante de este grupo inglés, al igual que Jagger, también materializó su proyecto solista The X-Pensive Winos y se unió a la banda The New Barbarians junto con su compañero stone Ronnie Wood. Su material solista, del mismo modo que las composiciones de la banda, se centran en temas rock con influencias del rhythm and blues y el blues.
Desde finales de la década de 1970 arrastró grandes diferencias con Jagger, situación que llegó a su punto máximo durante la mitad de la década de 1980, que coincidió con la edición de Talk is Cheap (1988) y posteriormente Main Offender (1992). Fue elegido por la revista Rolling Stone en el puesto número 4 de la Lista de los 100 guitarristas más grandes de todos los tiempos.
Con más de cincuenta años de carrera, su patrimonio neto es de aproximadamente 900 millones de dólares, lo que lo convierte en la undécima estrella de rock más rica del mundo.

## Biografía

### Primeros años
Keith Richards, nació el 18 de diciembre de 1943 en el Hospital Livingstone del poblado de Dartford, ubicado en el noroeste del condado de Kent, Inglaterra. Fue el hijo único del matrimonio conformado por Doris Maud Lydia y Bert Richards, obrero herido durante el desembarco en Normandía durante la Segunda Guerra Mundial.: 17–18  Sus abuelos paternos, Ernie y Eliza Richards eran socialistas y líderes civiles, mientras que Eliza también se convirtió en alcaldesa del municipio Walthamstow en Essex en 1941. La familia de su bisabuelo era originaria de Gales.
Su abuelo materno, Augustus Theodore "Gus" Dupree, que fue miembro de la banda de jazz Gus Dupree and his Boys, fomentó el interés de Richards en la guitarra y resultó ser una de sus influencias tempranas.: 29–30 Dupree fue quien le dio su primera guitarra, el cual bromeaba al joven Richards con una guitarra que estaba en un estante alto al que Richards no podía alcanzar. Finalmente, Dupree le dijo a Richards que si podía agarrar la guitarra, sería suya. Luego, Richards ideó todo tipo de formas de alcanzar la guitarra, incluyendo poner libros y cojines en una silla, hasta finalmente agarrar el instrumento, después de lo cual su abuelo le enseñó los primeros acordes de «Malagueña». Practicó y trabajó en la canción “como un loco” y su abuelo le dejó quedarse con la guitarra, a la que llamó "el premio del siglo".
Su madre le introdujo en la música de Billie Holiday, Louis Armstrong y Duke Ellington.: 33 Su padre no veía con demasiado agrado que pasara mucho tiempo con su guitarra. Uno de los primeros héroes de la guitarra de Richards fue el guitarrista de Elvis, Scotty Moore.: 72 
Dejando el preescolar atrás, ingresó en 1951 a la Wentworth Primary School, la misma donde conoció a su futuro compañero Mick Jagger. Mick y Keith eran solo conocidos a pesar de que vivían en el mismo vecindario. Richards dejó de frecuentar a Jagger cuando se mudó a otro vecindario en 1954.: 20, 22 
Desde 1955 asistió a la Dartford Technical School (ahora llamada Wilmington Grammar School), donde fue parte del coro de la escuela formando parte del trío de sopranos. Durante este tiempo realizó muchas presentaciones, incluso una en la Abadía de Westminster frente a la Reina Isabel II. En 1959 fue expulsado de la escuela por absentismo escolar y se trasladó a Sidcup, municipio de Bexley (Londres), para estudiar en la Sidcup Art College.
Fue en esa época que conoció a Dick Taylor. En aquel lugar Keith tuvo mucho tiempo para desarrollar y mejorar su técnica como guitarrista, al igual que para escuchar a los bluesman americanos como Little Walter y Big Bill Broonzy; y aprenderse la mayoría de los solos de Chuck Berry.: 34–35  Con su nuevo compañero comenzó tempranamente en esta época a experimentar con drogas.
En 1960, Keith y Mick se reencontraron por casualidad en una estación de tren de Londres.: 33 Mientras Jagger asistía a la London School of Economics, Richards lo reconoció y comenzaron a hablar. Mick llevaba bajo su brazo unos LP de Chess Records de Chuck Berry, Little Walter y Muddy Waters debido a que, al igual que Keith, era fanático del R&B estadounidense.
El futuro cantante había pedido por correo a los Estados Unidos estos LP, cosa que sorprendió al guitarrista debido a que estos eran muy raros en Gran Bretaña. Poco tiempo después descubrieron que tenían un amigo mutuo, Dick Taylor, con lo que comenzaron su amistad y junto con el propio Taylor formaron el grupo aficionado Little Boy Blue and the Blue Boys.
Al poco tiempo pasaron al grupo Blues Incorporated de Alexis Korner.: 12 Conocieron al también guitarrista, fundador y primer líder de los Stones Brian Jones (en ese entonces bajo el nombre artístico de "Elmo Lewis") después de una presentación a principios de 1962. Después de hablar con él, se unió a Blues Inc. acompañado del pianista Ian Stewart y de Geoff Bradford.: 19 
A mediados de 1962, Richards abandonó el Sidcup Art College para dedicarse a la música y se mudó a un piso de Londres con Jagger y Jones. Sus padres se divorciaron casi al mismo tiempo, lo que resultó en que se mantuviera cercano a su madre y permaneciera alejado de su padre hasta 1982.: 327–328 
En la primavera de 1962 Bradford abandonó a Blues Inc. y poco después el propio líder del grupo, Alexis Korner, también se desvinculó de la agrupación para empezar a trabajar en solitario como productor.: 14  Tiempo después adquieren los servicios de Tony Chapman, y realizan su primera presentación como grupo el 12 de julio de 1962 en el Marquee Club de Londres. Chapman los dejó pronto, al no poder compatibilizar el grupo con su trabajo de comerciante, al igual que Taylor, tras una desastrosa presentación en Watford.: 19 

### Década de 1960

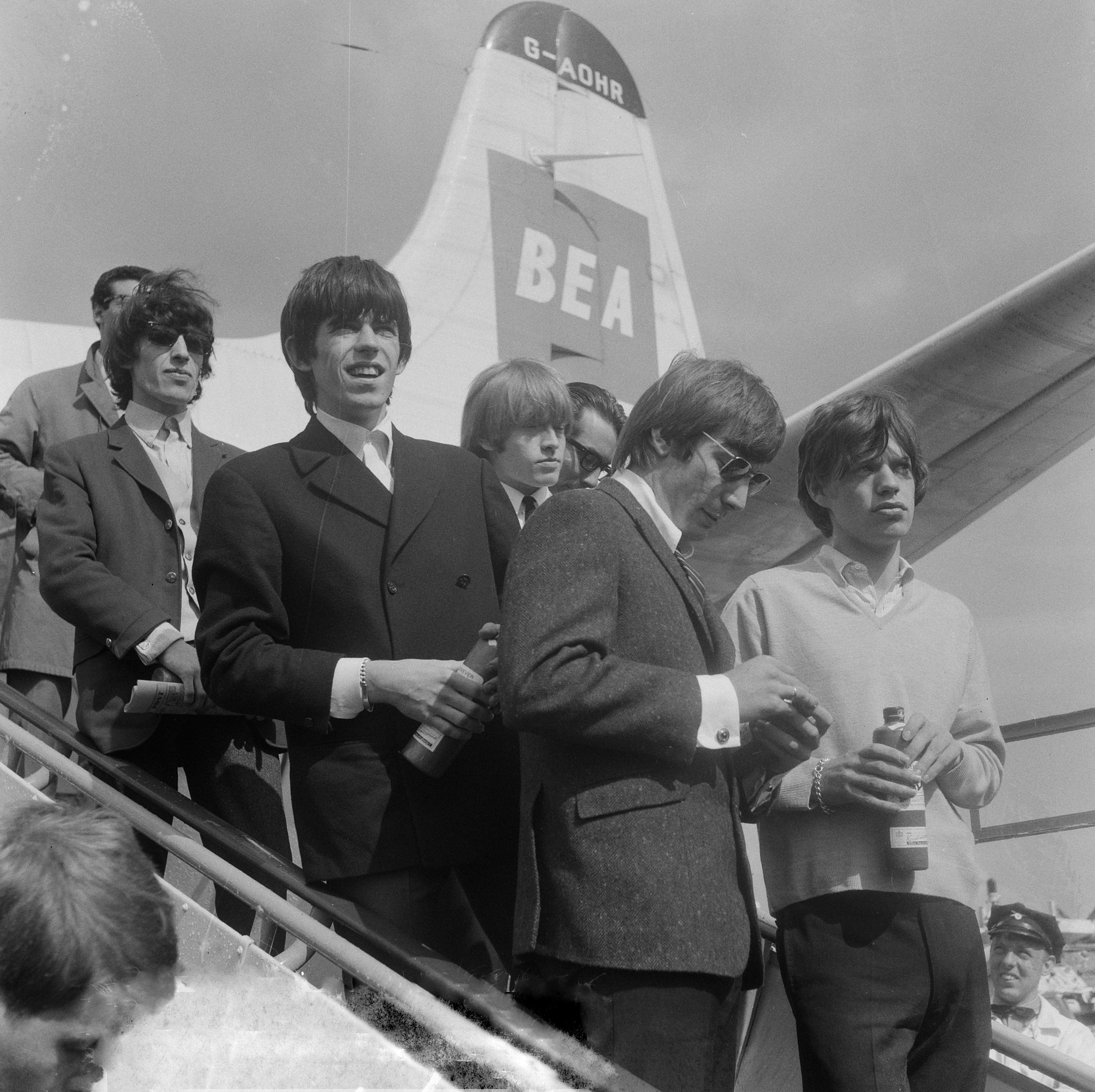
The Rolling Stones en el aeropuerto de Ámsterdam, 1964.

Cuando Taylor los abandonó, Brian Jones cambió el nombre de la agrupación por el de The Rolling Stones, después de que escuchara la canción «Rollin' Stone» de Muddy Waters. Se incorporaron a la banda el bajista Bill Wyman en sustitución de Dick Taylor en diciembre de ese año y el baterista Charlie Watts reemplazando a Chapman en enero de 1963.: 22  El publicista Andrew Loog Oldham rápidamente firmó un contrato con la banda junto con su amigo Eric Easton, convirtiéndose Oldham en el primer representante oficial de la banda. Tras un concierto en la localidad de Richmond, al poco tiempo fueron fichados por la discográfica Decca Records. Oldham quitó a Stewart de la formación porque estéticamente no lo veía como un ídolo adolescente y le dijo a Richards que se quitara la "s" de su apellido, creyendo que "Keith Richard", en sus palabras, "parecía más pop".Y también emparejándolo con el apellido de Cliff Richard, una estrella del pop británico de la época. Para finales de la década de 1970, volvió a utilizar su apellido completo.

Editaron su primer material discográfico en 1964 con el título de England's Newest Hitmakers y a este le siguieron numerosos éxitos en Gran Bretaña, aunque seguían siendo casi desconocidos en América. El éxito rotundo les llegó con la publicación en 1965 del sencillo «(I Can't Get No) Satisfaction», cuyo riff característico fue obra del propio Richards: una noche, mientras se hospedaba en el hotel Fort Harrison en Clearwater, Florida durante la tercera gira norteamericana del grupo, se despertó repentinamente y tocó el riff que abre la canción antes de volver a la cama. La letra fue casi en su totalidad obra de Jagger, mas no el título de la canción, que se le atribuyó al guitarrista. Se ha sugerido que pudo salir de una línea del sencillo de 1955, «30 Days» de Chuck Berry. Esta composición puso a la banda en la escena musical mundial, y se convirtió en su primer éxito a nivel global.: 35 

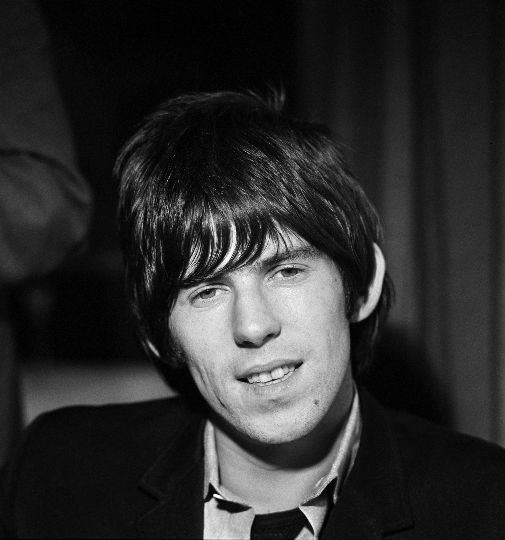
Richards en mayo de 1965.

El 25 de junio de 1967, Richards, junto con Mick Jagger y muchos otros artistas invitados, participaron de la transmisión televisada en vivo que realizaron The Beatles para la canción «All You Need Is Love».
En diciembre del mismo año lanzaron Their Satanic Majesties Request que fue duramente criticado por tratar de imitar al Sgt. Pepper's Lonely Hearts Club Band de The Beatles, los rivales de los Stones, lo que aunado a las ventas insatisfactorias de la producción, supuso lo que hasta ahora es considerado el fracaso más grande en la carrera de The Rolling Stones.: 117 
A partir de 1968 comienza la que sería la etapa dorada de la banda. Ese mismo año publican el primero de los considerados por los críticos musicales mejores álbumes de la banda: Beggars Banquet, acompañado por un programa de televisión titulado The Rolling Stones Rock and Roll Circus, en el que Richards se unía a John Lennon, Eric Clapton y Mitch Mitchell para formar el supergrupo The Dirty Mac, que interpretó «Yer Blues» de The Beatles durante su presentación.
Al Beggars le siguió un año más tarde Let It Bleed, en el que se incluye «You Got the Silver», primera canción interpretada por él como miembro de los Stones (las otras habían sido breves aportaciones como en «Salt of the Earth» donde solo interpreta el primer verso). A finales de los sesenta comenzó una amistad con el pionero del country-rock Gram Parsons, que tuvo una fuerte influencia en el gusto de Richards por la música country y en la presencia de este género en algunas de las composiciones de la banda.

### Década de 1970

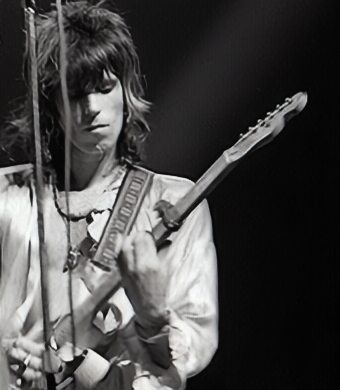
Richards tocando la guitarra en concierto, 1972.

En 1971 publican el álbum Sticky Fingers, después de una larga disputa con su anterior mánager Allen Klein, que había relevado a Oldham desde 1967, y tras concluir su contrato con Decca Records.
El disco fue un éxito, pero pese a ello, los Rolling estaban endeudados con el fisco británico, por lo que decidieron a finales del año abandonar Inglaterra siguiendo el consejo de su asesor financiero Rupert Lowenstein. Keith se instaló en Villefranche-sur-Mer en la Costa Azul de Francia y la banda se dispuso a la grabación de su nuevo material. Ahí alquiló un château llamado Villa Nellcôte para él, para Anita Pallenberg (expareja de Brian Jones y su novia desde finales de la década pasada) y para el hijo de ambos, y cuyo sótano se convirtió en el cuartel de la banda y lugar de grabación del disco.
Las sesiones estuvieron marcadas por muchos problemas (durante aquellos días le robaron varias de sus guitarras) y por su creciente adicción a la heroína, lo que le llevaba a ausentarse frecuentemente de las sesiones. El 12 de mayo de 1972 se edita Exile on Main St., la considerada obra maestra de la banda y uno de los más importantes discos de la música contemporánea. «Tumbling Dice» fue el primer corte, con gran éxito en ambos lados del Atlántico, mientras que «Happy» salió a continuación en julio de ese año, siendo este el único sencillo de la banda que Richards canta. Se convirtió en un éxito, llegando al puesto número 22 de las listas americanas.: 189 
En diciembre, Keith y su mujer Anita fueron arrestados bajo la acusación de posesión de heroína y por haber permitido el uso de su casa y de su yate "Mandrax" para el consumo de dicha sustancia, aunque fueron liberados más tarde.: 45 
Durante 1973 graban en Jamaica el que sería su siguiente disco, Goats Head Soup, que fue acompañado por «Angie», uno de los éxitos más grandes en la historia de la banda. Esta canción fue escrita principalmente por él, inspirado en su novia Anita Pallenberg.

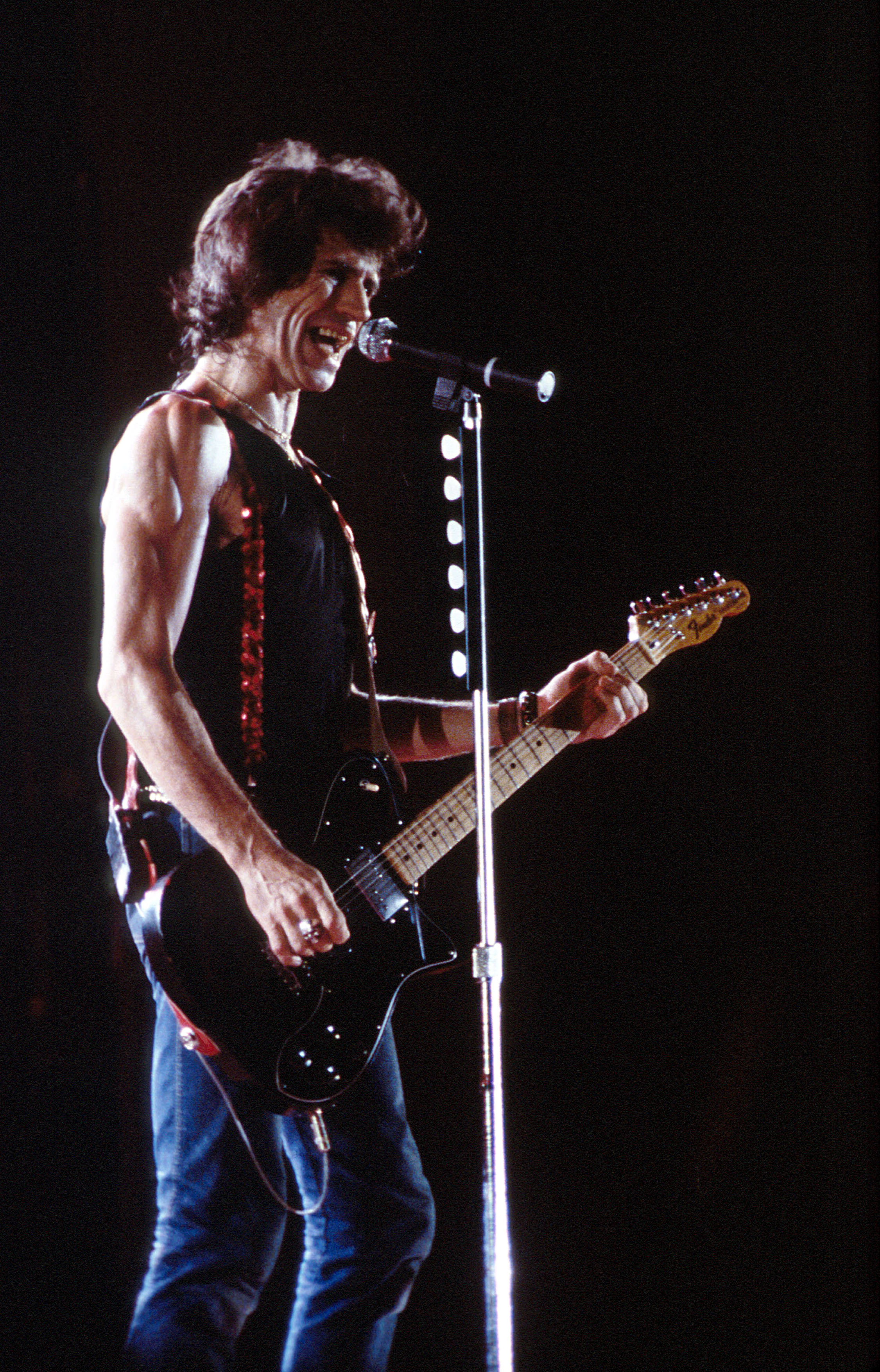
Richards en concierto con los Stones en 1982.

Entre 1974 y 1975, fuera de sus compromisos con los Stones, Richards trabajó con su amigo Ronnie Wood en sus discos solistas. Aportando guitarras, piano y voces en los dos primeros registros de Wood I've Got My Own Album to Do y Now Look. También se le unió en el escenario para dos conciertos, a llevarse a cabo en julio de 1974, para presentar el primer álbum. En diciembre de 1974 Richards hizo una aparición especial en un concierto despedida de los Faces.
En 1974 lanzan un nuevo material discográfico It's Only Rock'n'Roll, en el cual Jagger y Richards se encargaron de la producción bajo el pseudónimo de The Glimmer Twins, debido a la grave adicción a las drogas que padecía Jimmy Miller, productor de la banda desde 1968. En la práctica, Jagger se hizo cargo de la mayoría de la producción a causa del estado muy deteriorado del guitarrista.
En 1976 editan otro disco, Black and Blue, seguido por una gran gira europea de promoción, durante la que Keith se mostraba aún más deteriorado que en años anteriores.
Durante 1976 y 1977, Richards y Jagger participaron como coproductores y músicos en la grabación del álbum de John Phillips Pay Pack & Follow, lanzado casi 30 años después en 2001.
En 1978 Richards y Ronnie Wood participaron en las sesiones de grabación del álbum de Ian McLagan Troublemaker, publicado en 1979. Aportaron guitarras y coros para la canción «Truly».
A finales de 1978 lanza su primer sencillo solista, una versión de «Run Rudolph Run» de Chuck Berry, acompañando en el lado B por otro cover «The Harder They Come» de Jimmy Cliff.
Junto con su amigo y compañero de los Stones Ronnie Wood, forman el grupo The New Barbarians, para cumplir con la condena que el guitarrista había recibido en Canadá por tenencia de drogas (Véase la sección Vida Personal más abajo). Realizaron los 2 shows del 22 de abril en Canadá y dieciocho alrededor de los Estados Unidos entre abril y mayo de 1979. En agosto de ese año, la banda fue telonera de Led Zeppelin para su presentación en el festival de Knebworth de 1979.

### Década de 1980

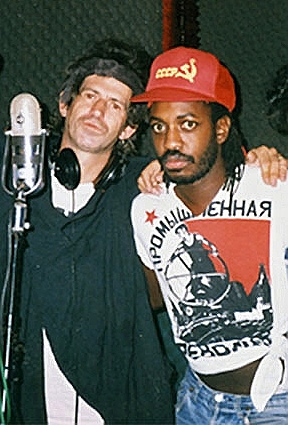
Richards junto a Steve Jordan durante la grabación de Talk Is Cheap, Nueva York ,1988.

En 1981 tocó y participó como coproductor en el álbum Holding Out My Love to You, del cantante de reggae Max Romeo.
El 7 de noviembre de 1983 los Stones lanzan Undercover, después de un arduo proceso, en gran medida porque aquí es donde Jagger y Richards comienzan a sentir sus diferencias artísticas y personales. (Ver Relación con Jagger más abajo)
En 1985 trabajó por primera vez con Tom Waits, aportando guitarra y coros al álbum Rain Dogs.
Ese mismo año, un 13 de julio, participó del megaconcierto Live-Aid, llevado a cabo, de manera simultánea en los estadios de Wembley y en el John F. Kennedy, de Londres y Filadelfia, respectivamente. Debido a la desgastada relación entre Jagger y Richards, cada uno se presentó por su parte, Mick con su proyecto solista y Keith junto con Ronnie Wood acompañaron a Bob Dylan en un show acústico y controvertido.
El 24 de marzo de 1986 The Rolling Stones lanzan al mercado Dirty Work, marcado por el peor momento de la relación Jagger/Richards. Ese mismo año Keith produjo y tocó en la versión de «Jumpin 'Jack Flash» realizada por Aretha Franklin.
En 1987, después de que Jagger se enfocara en continuar con su carrera solista y salir de gira, Richards formó la banda X-Pensive Winos con el baterista Steve Jordan, para la realización de un documental que celebra el 60 cumpleaños de Chuck Berry, llamado Hail! Hail! Rock 'n' Roll. El resto de X-Pensive Winos estaba formada por el guitarrista Waddy Wachtel, el saxofonista Bobby Keys, el tecladista Ivan Neville y Charley Drayton en el bajo. Para el que sería el primer disco solista de Richards Talk Is Cheap se sumaron Bernie Worrell, Bootsy Collins y Maceo Parker.
Talk Is Cheap, lanzado el 3 de octubre de 1988, fue recibido con críticas positivas, logrando ser disco de oro en Estados Unidos. La publicación fue seguida por la primera gira en Norteamérica que Richards realizó como solista. Quedó registrada parte de esta gira en el álbum en vivo Live at the Hollywood Palladium, December 15, 1988.

### Década de 1990

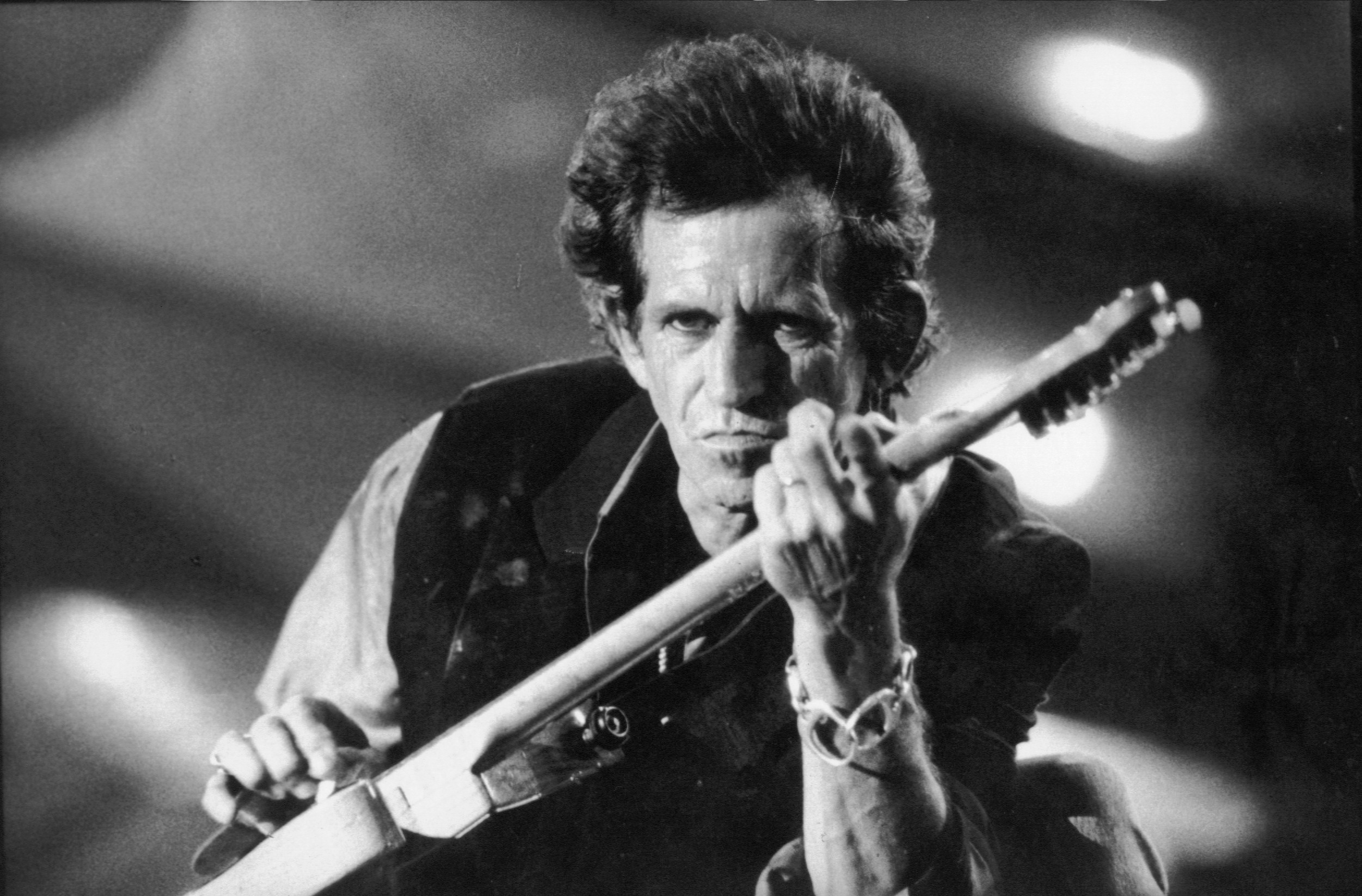
Richards junto con los Stones en el Voodoo Lounge World Tour, Río de Janeiro, Brasil, 1995

En octubre de 1992 publicó su segundo disco de estudio, Main Offender, grabado con Steve Jordan y Waddy Wachtell. Las sesiones fueron grabadas con el grupo X-Pensive Winos entre California y Nueva York en marzo y septiembre de 1992. El disco fue acompañado por una gira que comenzó en Argentina, pasó por Europa en otoño del mismo año y por Estados Unidos a comienzos de 1993.
Durante la década, Richards participó de numerosos proyectos como invitado. En 1991 coprodujo, grabó guitarras y coros, para el disco de Johnnie B. Bad de Johnnie Johnson; también coprodujo; y participó como músico en «Oh Lord, Don't Let Them Drop That Atomic Bomb on Me» en el álbum tributo de Charles Mingus de 1992 Weird Nightmare. Ese mismo año colabora por segunda vez con Tom Waits, aportando guitarra y voz en la canción «That Fee», del álbum Bone Machine.
En 1994 realizado un dueto con la leyenda de la música country George Jones en la canción «Say It's Not You», incluida en el disco Bradley Barn Sessions. Un segundo dueto de las mismas sesiones «Burn Your Playhouse Down», fue incluido en otro álbum del año 2008, Burn Your Playhouse Down - The Unreleased Duets. En 1997 se asoció con Levon Helm en «Deuce and a Quarter» para el álbum de Scotty Moore All the King's Men.

### Década de 2000

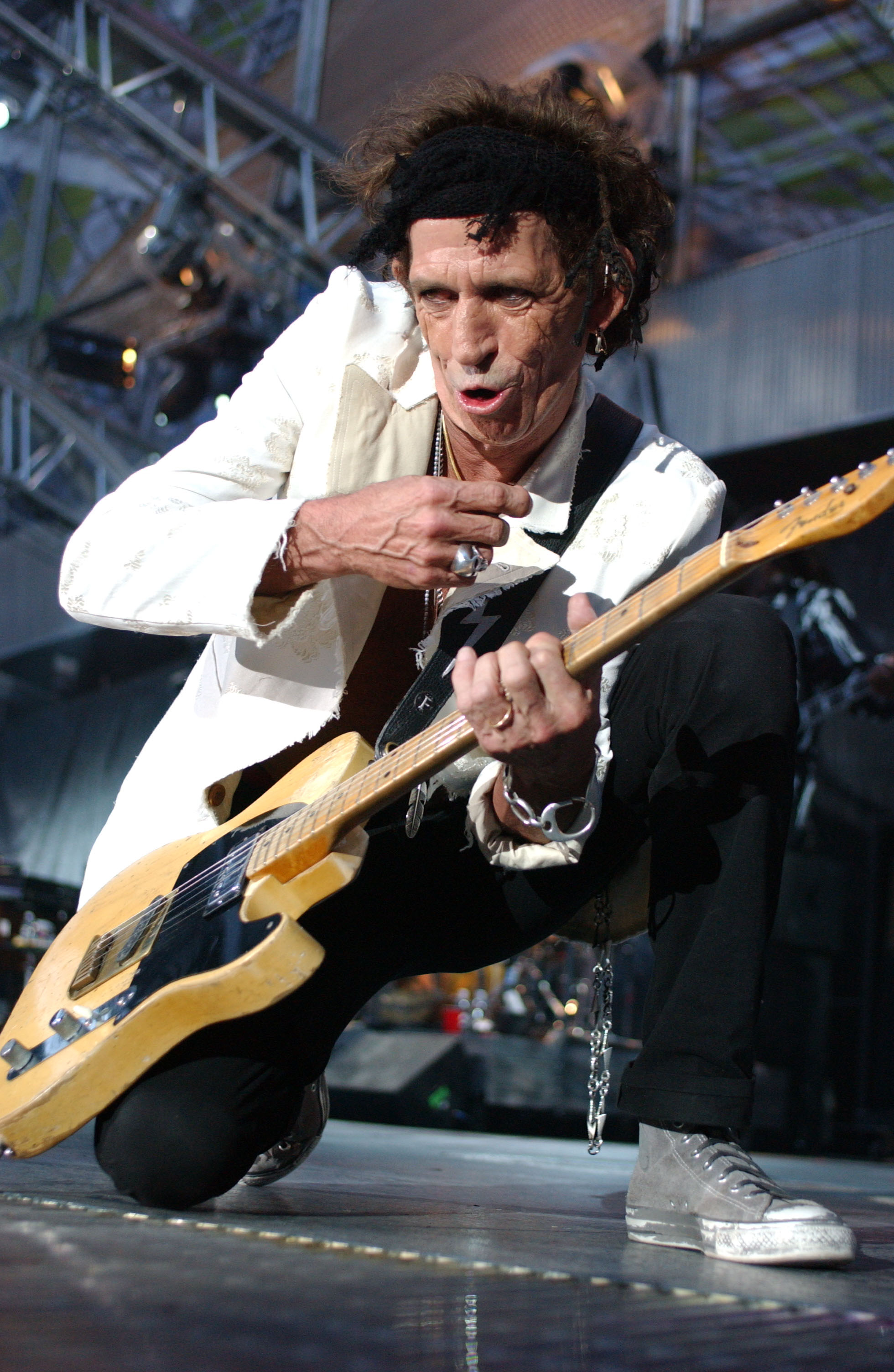
con The Rolling Stones, 2008

En el 2001 participó del disco tributo al cantante de música country estadounidense Hank Williams, Timeless.
Richards colaboró con la banda Toots and the Maytals en las sesiones de grabación del álbum True Love, editado en el año 2004 y que ganó el Premio Grammy al Mejor Álbum de Reggae. Tocó la guitarra en el tema «Careless Ethiopians».
En el 2004 participó del concierto homenaje a Gram Parsons, interpretando «Love Hurts», junto con Norah Jones, Steve Earle, Lucinda Williams, Dwight Yoakam y John Doe.
En el 2005 aportó sus guitarras y coros, junto con otros músicos, en About Them Shoes, álbum del veterano guitarrista de blues Hubert Sumlin.
Ese mismo año los Stones editaron el disco Rarities 1971–2003, que incluye algunas grabaciones de edición limitada y no publicadas anteriormente, al que Richards describió como la "punta del iceberg". Muchas de las canciones inéditas de la banda y las sesiones de estudio son ampliamente editadas en versiones no autorizadas bootleg, al igual que numerosas grabaciones solistas de Richards, como las sesiones de Toronto en 1977, algunas sesiones de estudio realizadas en 1981 y cintas grabadas durante su luna de miel en México en 1983.
El 27 de abril de 2006, el guitarrista se encontraba de vacaciones en Fiyi y sufrió un accidente al caerse de una rama de un árbol muerto (la prensa internacional informó erróneamente que cayó de un cocotero) y sufrió una lesión en la cabeza. Posteriormente se sometió a una intervención quirúrgica para extraerle un coagulo del cerebro en un hospital de Auckland, Nueva Zelanda.
El incidente retrasó A Bigger Bang Tour de los stones durante seis semanas y los obligó a reprogramar varios de sus shows, llegando a realizar una gira durante el 2007 por Europa para compensar los espectáculos cancelados.El programa revisado de la gira incluyó una breve declaración de Richards disculpándose por "caerse de mi percha". En un mensaje de video a fines de 2013 como parte de la gira 14 On Fire, Richards agradeció a los cirujanos de Nueva Zelanda que lo trataron y comentó: "Dejé la mitad de mi cerebro allí".
El actor Johnny Depp declaró que Jack Sparrow, personaje que interpreta en la franquicia Piratas del Caribe, se basa libremente en Richards y el personaje de dibujos animados de Warner Bros. Pepe Le Pew, y ambos sirvieron de inspiración para la formar el personaje. Esta combinación de influencias generó preocupación con los ejecutivos de Disney, que temían que el personaje de Depp fuera "borracho y gay", a la vez que Michael Eisner, director ejecutivo de Disney hasta 2005, temía que eso terminara "arruinando la película". En la tercera entrega de la serie del Piratas del Caribe: En el fin del mundo (2007), Richards interpretó al Capitán Edward Teague y ganó el premio al mejor cameo de famosos de los Spike Horror Awards en 2007. Más tarde retomó el papel en Piratas del Caribe: navegando aguas misteriosas, la cuarta película de la serie (2011).
El 12 de marzo de 2007, Richards asistió a la ceremonia del Salón de la Fama del Rock and Roll para introducir a The Ronettes; También tocó la guitarra del show de las estrellas que se lleva a cabo durante la ceremonia.
En diciembre de 2007, Richards relanzó el sencillo «Run Rudolph Run» en formato navideño disponible solo a través de iTunes; acompañado en el lado B un cover grabado en 2003 de la famosa canción de reggae «Pressure Drop», junto con el cantante jamaiquino Toots Hibbert respaldado por los miembros originales de la banda Toots and the Maytals, Jackie Jackson y Paul Douglas.
En marzo de 2008, la casa de moda Louis Vuitton presentó una campaña publicitaria con una foto de Richards con su guitarra de ébano Gibson ES-355, tomada por la fotógrafa Annie Leibovitz. Richards y la empresa donaron los fondos recaudados a la Ong The Climate Reality Project, una organización que fomenta la conciencia ambiental.
El 28 de octubre de 2008, Richards apareció en la ceremonia de inducción del Salón de la Fama de los Músicos en Nashville, Tennessee, uniéndose en el escenaro a The Crickets para interpretar juntos «Peggy Sue», «Not Fade Away» y «That I'll Be the Day».
En septiembre de 2009, Richards le brindó una entrevista a la revista Rolling Stone, donde además de anticipar un nuevo álbum de los Stones, comentó que había grabado material con Jack White: "Me gusta trabajar con Jack", dijo. "Hemos hecho un par de canciones".

### Década de 2010

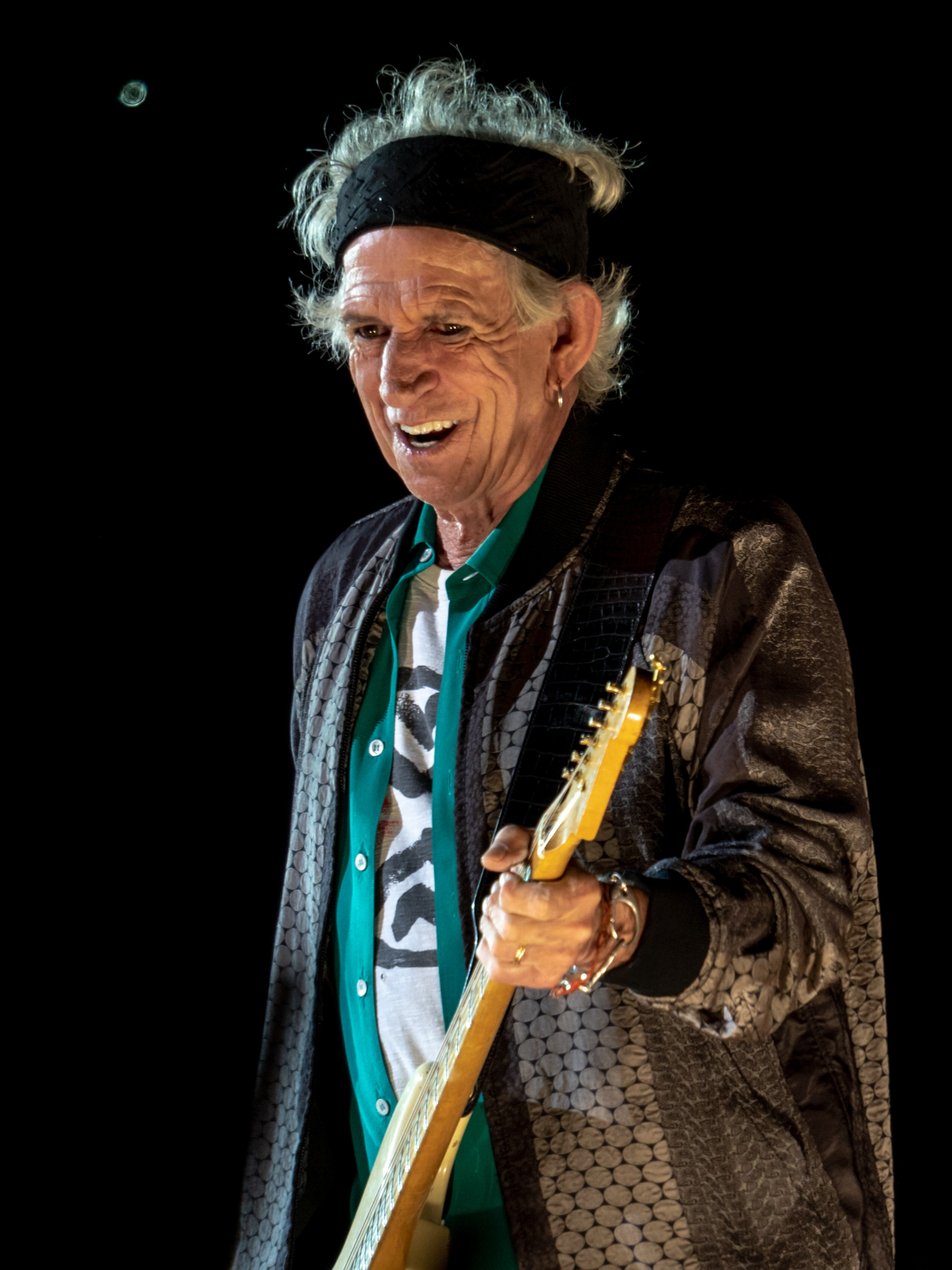
Richards el 22 de mayo de 2018, en Londres.

En el 2011 realiza su tercera participación con Tom Waits, para el álbum Bad As Me.
El 26 de febrero de 2012, Richards rindió homenaje a sus compañeros músicos Chuck Berry y Leonard Cohen, quienes recibieron los primeros Premios PEN anuales por la excelencia en la composición de canciones en la Biblioteca Presidencial JFK en Boston, Massachusetts.
Ese mismo año, Richards se unió al undécimo panel anual de jueces del Independent Music Awards para ayudar a fomentar las carreras de músicos independientes.
En septiembre de 2014, Richards publicó un libro infantil junto con su hijo Theodora titulado: Gus and Me: The Story of My Granddad and My First Guitar. Theodora contribuyó con ilustraciones en lápiz y tinta para el libro.
En una entrevista de 2015 con el New York Daily News, Richards expresó su disgusto por el rap y el hip hop, considerándolos "personas sordas" y a la música como "un golpe de tambor y con gritos arriba". En la misma entrevista llamó a Metallica y Black Sabbath "grandes bromas" y lamentó la falta de síncopa en la mayoría del rock and roll, alegando que "me parece un ruido sordo". También dijo que dejó de ser fanático de los Beatles en 1967 cuando visitaron al Maharishi Mahesh Yogi.
En septiembre de 2015, y después de 23 años, lanza su tercer disco solista titulado Crosseyed Heart.
El fin de semana del 23 de septiembre de 2016, Richards, junto con el cineasta Julien Temple, curaron y organizaron un programa de tres noches en BBC Four llamado Lost Weekend. Las elecciones de Richards consistieron en sus comedias favoritas de los años sesenta, dibujos animados y thrillers, intercalados con entrevistas, actuaciones musicales raras e imágenes nocturnas. Este 'viaje televisivo' fue el primero de su tipo en la televisión británica. Temple también dirigió un documental, Keith Richards: The Origin Of The Species, sobre la infancia de Richards en la Inglaterra de la posguerra y sus raíces musicales.

## Habilidades musicales

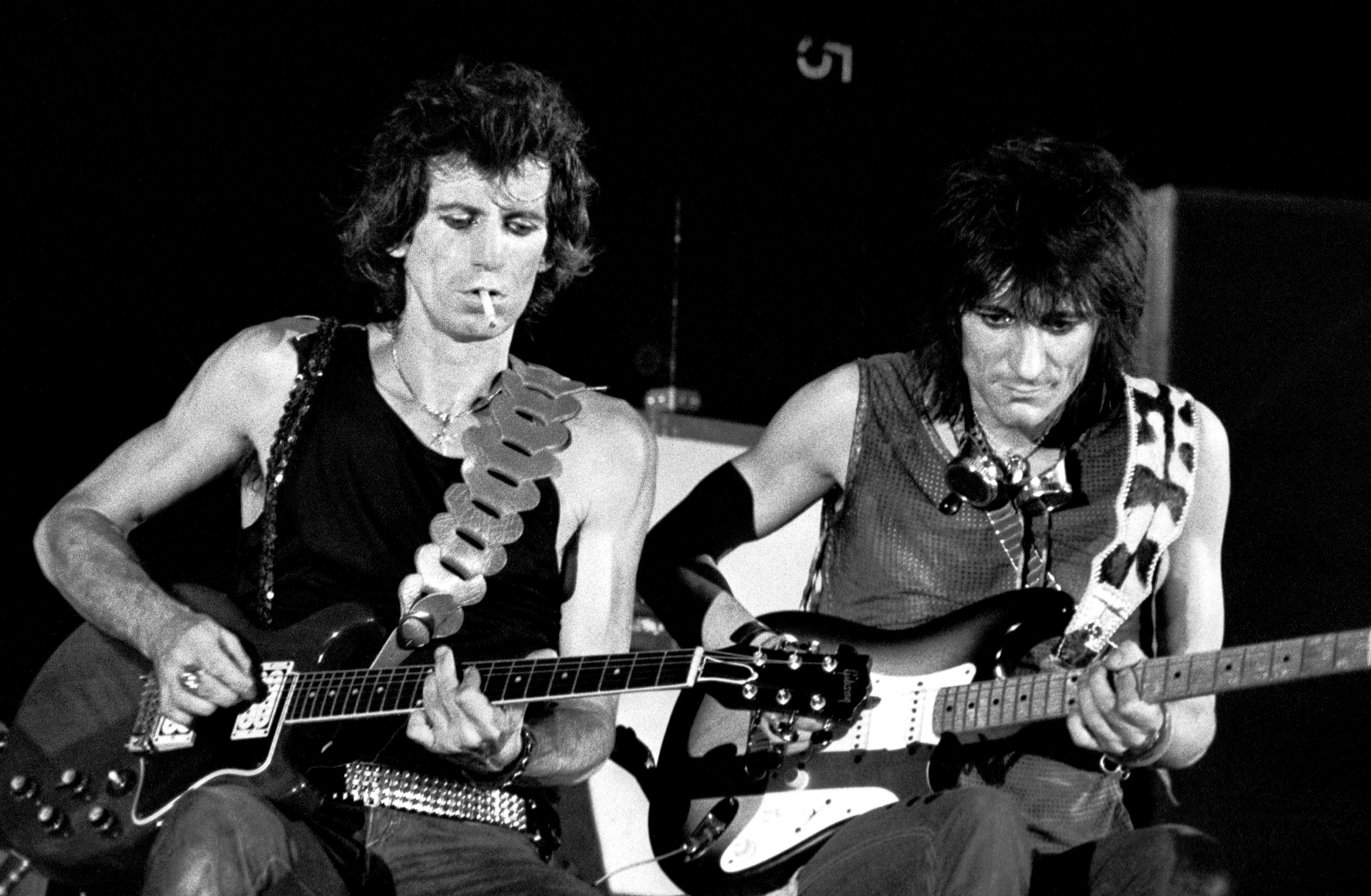
Richards y Wood en un concierto de los Stones en Turín, Italia, 1982.

### Guitarrista
Chris Spedding llama al estilo de tocar de Richards como"directo, incisivo y sin pretensiones". Richards dice que se centra en los acordes y el ritmo, evitando el virtuosismo extravagante y competitivo, tratando de no ser el "arma más rápida del oeste". Richards prefiere formar equipo con al menos otro guitarrista y rara vez ha salido de gira sin otro. Chuck Berry fue una gran inspiración para Richards,: 30 que junto con Jagger, introdujo las canciones de Berry en el repertorio temprano de los Stones. A finales de la década de 1960, a raíz de las escasas contribuciones musicales de Brian Jones en la banda, Richards comenzó a grabar todas las partes de guitarra en multipista, incluida la guitarra slide. El reemplazo de Jones, Mick Taylor, tocó la guitarra con los Rolling Stones de 1969 a 1974. El virtuosismo de Taylor en la guitarra líder condujo a una pronunciada separación entre los roles de guitarra principal y rítmica, especialmente en el escenario. En 1975 Taylor fue reemplazado por Wood, cuya llegada marcó el regreso a una interacción de guitarras al que Richards llama "el antiguo arte de tejer", que él y Jones habían extraído del blues de Chicago.: 39, 180 
Una pausa durante The Rolling Stones European Tour 1967 permitió a Richards experimentar con afinaciones abiertas. Estas le permiten formar acordes con un dedo, desarrollando un distintivo estilo de acordes I-IV sincopados y resonantes. La afinación abierta favorita de Richards, pero no exclusiva, es la afinación abierta de Sol de cinco cuerdas: GDGBD, quitándote la sexta cuerda a la guitarra ya que simplemente "se interpone en el camino" de la ejecución, permitiendo que el bajista de la banda se haga cargo de las notas más bajas.
Varias de sus guitarras Fender Telecaster están afinadas de esta manera. Este ajuste predomina en grabaciones de los Stones como «Honky Tonk Women», «Brown Sugar» y «Start Me Up». Richards ha declarado que la afinación del banyo fue la inspiración.

### Voz y otros instrumentos
Richards cantó en el coro de una escuela, especialmente para la reina Isabel II, hasta que el efecto de la adolescencia en su voz lo obligó a abandonarlo.: 173–174  Ha realizado los coros en todos los álbumes de los Stones desde Between the Buttons (1967) y ha sido el vocalista principal en al menos una canción de cada álbum de estudio de la banda, excepto Their Satanic Majesties Request, Sticky Fingers, It's Only Rock 'n Roll y Blue & Lonesome.
Durante el American Tour 1972, la canción «Happy» con la voz de Richards, entró al repertorio principal en los conciertos de la banda, y desde entonces ha cantado una o dos canciones en cada show con el fin de darle tiempo a Jagger para realizar el cambio de vestuario.: 290 A lo largo del A Bigger Bang Tour, Richards cantó «You Got the Silver» (1969) sin tocar ningún instrumento.
En más de 50 años de trayectoria con la banda, la utilización de otros instrumentos no ha sido inusual. Durante la grabación de estudio de «Sympathy for the Devil» (1968), Richards fue quien sugirió el "ritmo de samba característico de la canción".

### Liderazgo
Desde la partida de Brian Jones, Richards y Mick Jagger han compartido los deberes principales de composición y producción para los Stones (acreditados como The Glimmer Twins). El ex tecladista Ian Stewart dijo una vez que Richards era el líder de la banda; Sin embargo, Richards ha dicho que su trabajo es simplemente "engrasar la maquinaria". A diferencia de muchas bandas donde el baterista marca el ritmo y actúa como cronómetro de la canción, Richards es el que cumple ese papel. Tanto el exbajista Bill Wyman como el actual guitarrista Ronnie Wood han dicho que los Stones no siguen a Charlie Watts, sino que siguen a Richards, ya que "no había forma de" no "seguirlo".

## Compositor

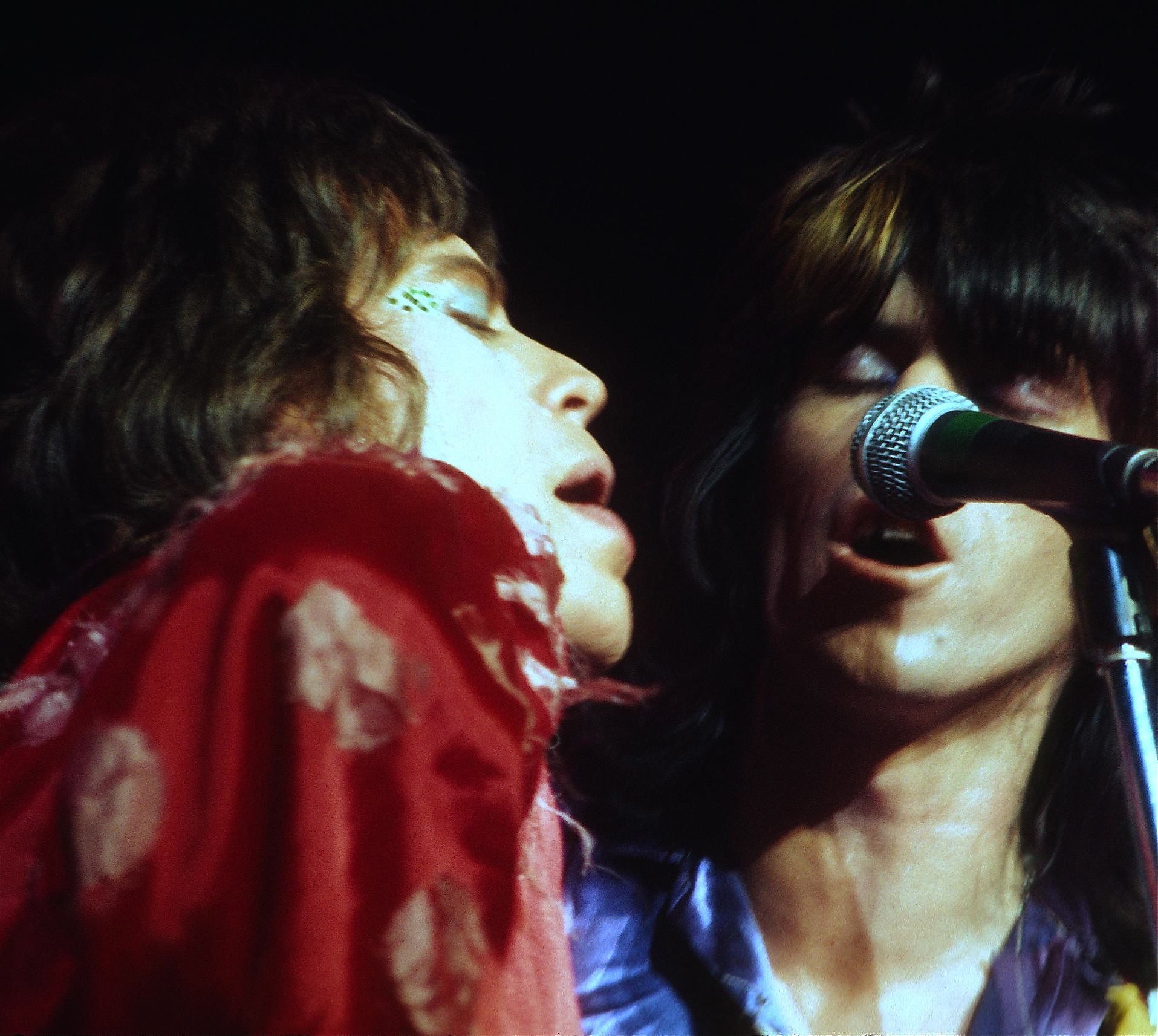
La dupla Jagger-Richards en vivo

Richards y Jagger comenzaron a escribir canciones juntos en 1963 ante la insistencia de su mánager Andrew Loog Oldham, el cual no veía un gran futuro en la banda si seguía tocando covers. Las primeras canciones escritas por Jagger/Richards fueron grabadas por otros artistas, incluido Gene Pitney, cuya interpretación de «That Girl Belongs to Yesterday» fue su primer sencillo en ingresar en el top 10 del Reino Unido.: 16 Lograron otro éxito en el top 10 con el sencillo debut escrito para Marianne Faithfull «As Tears Go By», en la que también participó Oldham, como productor y coescritor.
El primer éxito en ingresar al top 10 de los Stones escrito por el dúo fue «The Last Time» a principios de 1965.Por su parte «(I Can't Get No) Satisfaction» (también de 1965) fue su primer número uno de éxito internacional. Richards ha declarado que el riff de Satisfaction le llegó mientras dormía; se despertó el tiempo suficiente para grabarlo en un reproductor de casete que tenía al lado de su cama.
Desde Aftermath, editado en 1966, la mayoría de los álbumes de los Stones han consistido principalmente en canciones originales de Jagger y Richards. Sus canciones reflejan la influencia del blues, R&B, rock & roll, pop, soul, góspel y country, así como las incursiones en la psicodelia y la crítica social al estilo de Bob Dylan. Su trabajo a partir de la década de 1970 ha incorporado elementos del funk, disco, reggae y punk. También han escrito, grabado y cantado baladas lentas como «You Got the Silver», «Coming Down Again», «All About You» y «Slipping Away».
En su carrera solista, Richards mayoritariamente ha compartido créditos de composición con el baterista y productor, Steve Jordan. Richards ha declarado: "Siempre he pensado que las canciones escritas por dos personas son mejores que las escritas por una. Tienen otro ángulo".
Richards ha expresado que se siente más como un conducto que un creador a la hora de escribir canciones: "No tengo ese aspecto de Dios al respecto. Prefiero pensar en mí mismo como una antena. Solo hay una canción, que Adán y Eva escribieron, el resto es una variación del tema". Richards fue incluido en el Salón de la Fama de los Compositores en 1993.

## Como productor discográfico
Richards ha estado activo como productor musical desde la década de 1960. Fue acreditado como productor y director musical del álbum de 1966 Today's Pop Symphony, uno de los proyectos paralelos de Andrew Loog Oldham, aunque existen dudas sobre cuánto estuvo realmente involucrado Richards en él.: 224 
En 1967, los stones lanzan al mercado Their Satanic Majesties Request, en el cual toda la banda fue acreditada como productora, pero desde 1974, Richards y Mick Jagger han coproducido los discos de la banda y los de otros artistas bajo el nombre de The Glimmer Twins. Desde mediados de la década de 1980 en colaboración con otros productores.
A principios de 1973, el dúo desarrolló un interés en la banda Kracker, lo que resultó en un acuerdo comercial, por lo que el segundo álbum de la banda fue licenciado para su distribución fuera de Estados Unidos por Rolling Stones Records, convirtiendo a Kracker en la primera banda del sello.
Desde la década de 1980, Richards ha participado en numerosos proyectos de otros artistas como productor incluidos Aretha Franklin, Johnnie Johnson y Ronnie Spector, así como en sus propios álbumes scon los X-Pensive Winos.
En la década de 1990, Richards coprodujo y agregó guitarra y voces a una grabación de cantos y tambores rastafaris nyabinghi titulados «Wingless Angels», lanzado por su sello discográfico Mindless Records en 1997.

## Vida personal

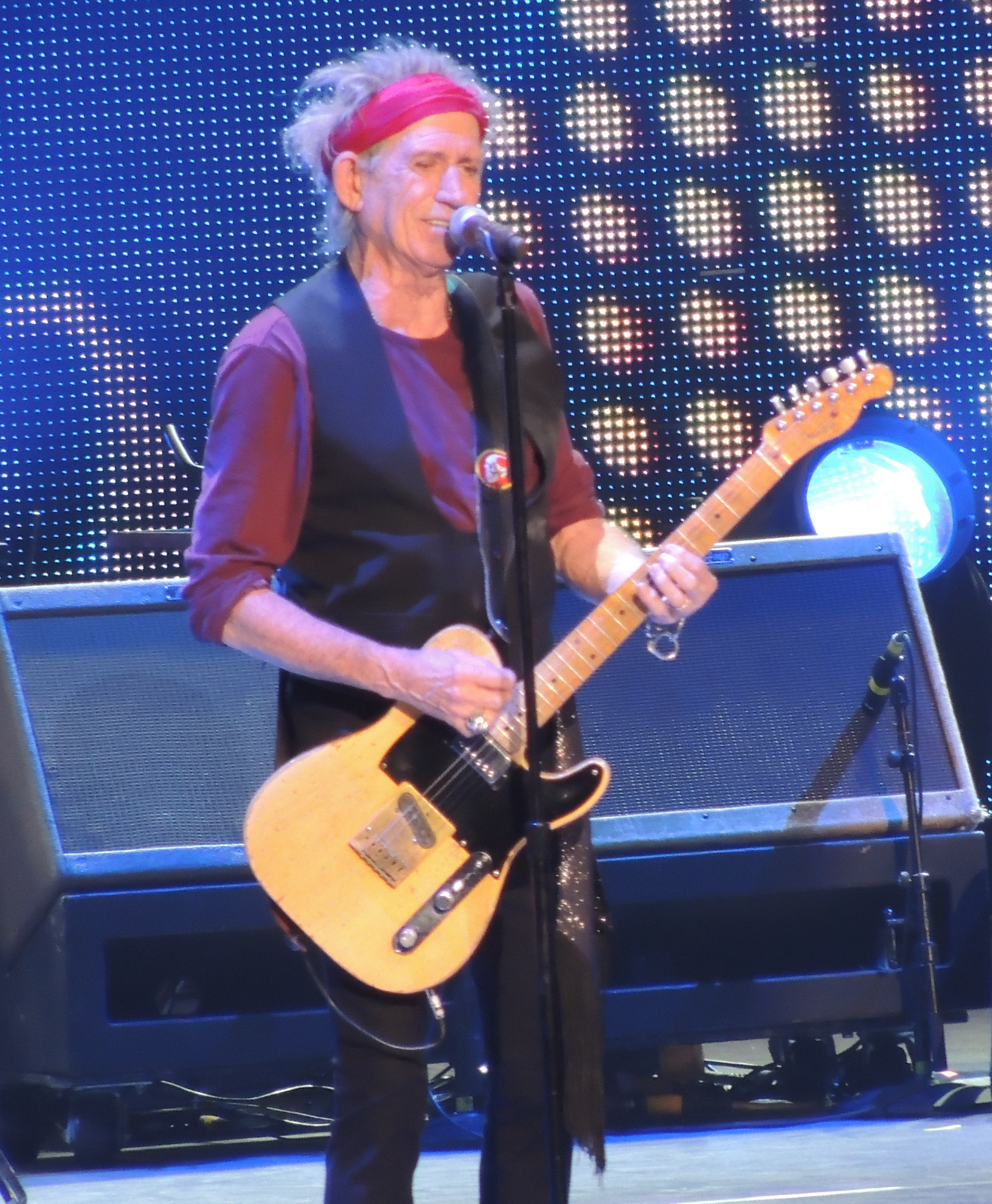
Richards junto con The Rolling Stones, durante el tour 50 & Counting, en diciembre de 2012.

El periodista y crítico musical Nick Kent referencia el epíteto "Loco, malo y peligroso de conocer" de Lord Byron a Richards. Jagger siempre pensó que la imagen de Keith "ha contribuido a que se convirtiera en un adicto".: 213–214 En 1994, Richards dijo que su imagen era "como una larga sombra... aunque eso fue hace casi veinte años, no se puede convencer a algunas personas de que no soy un drogadicto desquiciado".
El guitarrista es un ávido lector con un fuerte interés en la historia y posee una extensa biblioteca, sumado a que en reiteradas ocasiones ha declarado su anhelo por ser bibliotecario.
Richards es un entusiasta del Cottage pie, un plato tradicional británico. Stuart Cable, el exbaterista de Stereophonics, recordó que una vez Richards lo enfrentó porque se había servido un pedazo de pastel que le correspondía. El plato también fue mencionado por Richards en su autobiografía, aconsejando a los lectores que agreguen más cebollas después de cocinar el relleno de carne para mejorar el sabor del pastel.
Richards aun es dueño de Redlands, la propiedad de Sussex que compró en 1966, así como una casa en Weston, Connecticut, y otra en la isla turística privada de Parrot Cay, Islas Turcas y Caicos. Su hogar principal está en Weston. En junio de 2013, Richards expresó que se retiraría con su familia a Parrot Cay o a Jamaica si supiera que su muerte está por llegar. Sin embargo, en noviembre de 2016 dijo: "Me gustaría estirar la pata magníficamente, en el escenario".
En agosto de 2006, el gobernador de Arkansas Mike Huckabee le otorgó el perdón a Richards por una citación de conducción imprudente de 1975.
Con más de 50 años de carrera, su patrimonio neto es de aproximadamente $ 340 millones de dólares, lo que lo convierte en la undécima estrella de rock más rica del mundo.

### Familia
Richards tuvo una relación sentimental con la actriz italiana Anita Pallenberg (fallecida el 13 de junio de 2017), entre 1967 y 1979. Después de su ruptura mantuvieron una relación amistosa y cordial. Juntos tuvieron 3 hijos: Marlon Leon Sundeep (llamado así por el actor Marlon Brando), nacido en 1969,Angela (originalmente llamada Dandelion), nacida en 1972 Tara Jo Jo Gunne (en honor a la amiga de la familia Tara Browne, heredera de Guinness y una canción de Chuck Berry) murió a la edad de poco más de dos meses, de Síndrome de muerte súbita del lactante (SMSL), el 6 de junio de 1976.: 242–246 Richards se encontraba de gira en ese momento, algo que lo ha perseguido desde entonces.Si bien fue duramente criticado por haberse presentado esa noche al show de los stones, ha dicho en reiteradas ocasiones que esa era la única forma que podía hacerle frente a la situación. En 1979 pone fin a su relación con Anita Pallenberg debido a que su relación empezaba a ser muy tensa desde la muerte en 1976 de su tercer hijo y por la incapacidad de ella para controlar su adicción a la heroína, mientras que él luchaba por rehabilitarse.
Antes de relacionarse con Keith, Pallenberg estaba en pareja con el amigo cercano y compañero de los Stones Brian Jones. Los dos se convirtieron en pareja en un viaje a Marruecos que Jones tuvo que abandonar cuando cayó enfermo; la relación posterior entre Richards y Pallenberg pesó mucho sobre Jones, y tensó su relación con el resto de la banda.
Richards conoció a su esposa, la modelo Patti Hansen, en 1979. Se casaron el 18 de diciembre de 1983, en el 40 cumpleaños de Richards, y tienen dos hijas, Theodora Dupree y Alexandra Nicole, nacidas en 1985 y 1986, respectivamente. Keith Richards tiene cinco nietos, tres de su hijo Marlon y dos de su hija Angela.
Doris Richards, su madre, murió de cáncer a los 91 años en Inglaterra el 21 de abril de 2007. Una declaración oficial emitida por el representante de la familia declaró que Richards mantuvo vigilia junto a su cama durante sus últimos días.

### Abuso de sustancias
La notoriedad de Richards por el consumo de drogas se debe a varios episodios que tuvo a fines de los años sesenta y setenta y su sinceridad sobre el uso de heroína y otras sustancias. Keith ha sido juzgado cinco veces por cargos relacionados con drogas: en 1967, dos veces en 1973, en 1977 y en 1978.: 177–178 
El primer juicio, el único que involucra una sentencia de prisión, tuvo lugar el 12 de febrero de 1967, Keith Richards recibió en su casa de campo Redlands a un selecto grupo de invitados entre los que se encontraban Mick Jagger, Marianne Faithfull, George Harrison y su mujer Pattie Boyd, el galerista de arte Robert Fraser y el "Rey del ácido" David Schneiderman. Fuera de la propiedad los esperaba el escuadrón antidrogas británico y finalmente fueron arrestados por posesión de drogas.: 88 
El 29 de junio de 1967 Mick y Keith fueron acusados por delitos de drogas. Jagger fue condenado a tres meses de prisión y 100 libras de multa (fue llevado a la prisión de Brixton en el sur de Londres) y Richards, a un año de prisión y una multa de 100 libras (trasladado a la prisión de Wormwood Scrubs en el oeste de Londres).
Los demás que se encontraban fueron puestos en libertad bajo fianza. El 1 de julio, el periódico The Times publicó una editorial titulada Who breaks a butterfly upon a wheel?, retratando la sentencia de Jagger como persecución, y aumentó el descontento del público contra las condenas.: 286 A los pocos días de estar entre rejas volvieron a estar libres bajo una fianza de 5000 libras, ya que las cantidades de droga eran mínimas y los músicos no tenían antecedentes penales.
El 27 de febrero de 1977, Keith se hospedaba en el Harbour Castle Hilton de Toronto, Canadá. En una redada por parte de la Policía Montada del Canadá se le encontraron 22 gramos de heroína en su cuarto. Es arrestado bajo los cargos de posesión e importación de estupefacientes, un delito que en ese momento podría resultar en penas de prisión de siete años a cadena perpetua bajo la Ley de Control de Narcóticos.: 67–68 Su pasaporte fue confiscado, y Richards junto a su familia permanecieron en Toronto hasta el 1 de abril, cuando se le permitió ingresar a los Estados Unidos con una visa médica para realizarse un tratamiento para combatir su adicción a la heroína.: 261–263 Los cargos se reducen a "simple posesión de heroína", ya que el fiscal de la Corona reconoció que Richards adquirió la droga tras entrar al país.
Durante los siguientes dos años, Richards vivió bajo la posibilidad de sanción penal. Durante todo este período se mantuvo activo con los Stones, grabando su álbum de estudio más vendido, Some Girls, y girando por América del Norte. Finalmente fue juzgado en octubre de 1978, declarándose culpable de posesión de heroína. Le dieron una sentencia suspendida y lo pusieron en libertad condicional por un año, pagando una fianza de 25.000 dólares, con órdenes de continuar el tratamiento por adicción a la heroína y realizar dos conciertos a benéfico de la CNIB (un Instituto de asistencia para las personas invidentes) en Oshawa, Ontario, después de que un fanático ciego testificara en su nombre.: 178 En septiembre de 1979, el Tribunal de Apelaciones de Ontario confirmó la sentencia original.
En una entrevista de abril de 2007, realizada por el periodista Mark Beaumont para la revista NME, Richards fue consultado con respecto a ¿cuál era la cosa más extraña que alguna vez había aspirado?, a lo que respondió "Mi padre. Yo me esnifé a mi padre. Él fue cremado y no pude resistir a darme una pequeña esnifada con él (sus cenizas). A mi padre no le habría importado. Estuvo bastante bien y todavía estoy vivo". Un gran alboroto mediático surgió después de sus declaraciones. Su mánager salió a aclarar que la anécdota había sido solo una broma. Beaumont le dijo a la revista Uncut que la entrevista se había realizado por teléfono internacional y que había citado erróneamente a Richards en un momento dado (reportando que Richards escuchaba Motörhead, cuando en realidad había dicho Mozart), pero que creía que la anécdota era verdadera.
Inspirado en estos hechos, el músico Jay Farrar de la banda Son Volt escribió una canción titulada «Cocaine And Ashes». El incidente también fue mencionado en la canción de 2017 «Mr Charisma» de The Waterboys.
En 2016, afirmó que ocasionalmente bebe alcohol y consume hachís y cannabis.

## Relación con Mick Jagger

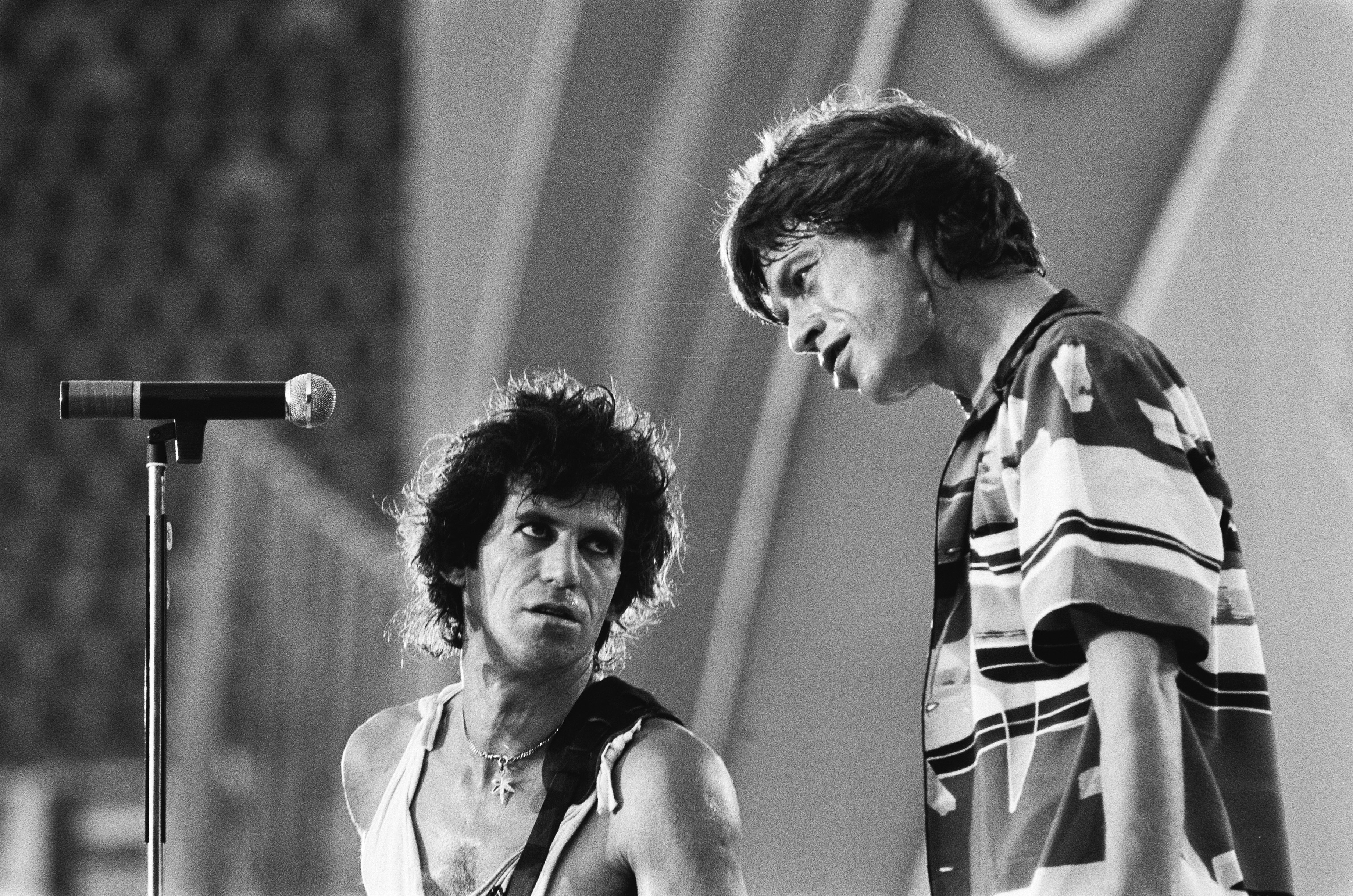
junto con Mick Jagger en 1981.

La relación entre Keith Richards y Mick Jagger es frecuentemente descrita como la dicotomía de "amor/odio" por los medios. El propio Richards dijo en una entrevista en 1988: "Pienso en nuestras diferencias como una disputa familiar. Si le grito y le grito, es porque nadie más tiene las agallas para hacerlo o contrariamente se les paga por no hacerlo. Al mismo tiempo, espero que Mick se dé cuenta de que soy un amigo que solo está tratando de alinearlo para hacer lo que debe hacerse".
Ell álbum de los Rolling Stones Dirty Work (N.º 4 en el Reino Unido, N.º 4 en los Estados Unidos) se publicó en marzo de 1986 y obtuvo reseñas mixtas, a pesar de contar con el éxito «Harlem Shuffle». Jagger se negó a hacer una gira para promover el álbum debido a la mala relación que tenía con el guitarrista en ese momento y en su lugar emprendió su propia gira en solitario, que incluyó canciones de la banda. Richards se refirió a este período en su relación con Jagger como "la Tercera Guerra Mundial" y Jagger por su parte dijo que los Stones eran «una piedra atada al cuello». Como resultado de la animosidad dentro de la banda en ese momento, la agrupación estuvo a punto de separarse definitivamente.
La guerra entre ambos continuó un tiempo, hasta que en 1989 acordaron una reunión en Barbados para firmar la paz. "Independientemente de lo que haya podido pasar, Mick y yo tenemos una relación que todavía funciona".
Once días antes del lanzamiento de su autobiografía de Richards, Vida, la agencia de noticias Associated Press publicó un artículo que afirma que en el libro Richards se refiere a Jagger como "insoportable" y señala que su relación se ha tensado "durante décadas". Su opinión se suavizó en 2015, Richards todavía llamó a Jagger un "snob" pero agregó: "Todavía lo amo mucho ... tus amigos no tienen que ser perfectos".

## Premios y reconocimientos
Fue elegido por la revista Rolling Stone en el puesto número 4 de la Lista de los 100 guitarristas más grandes de todos los tiempos.
La revista Rolling Stone enumera catorce canciones escritas por la dupla Jagger/Richards en su Las 500 mejores canciones de todos los tiempos según Rolling Stone.
El 17 de octubre de 2009, Richards recibió el Rock Immortal Award en el Scream 2009 de Spike TV. La ceremonia se llevó a cabo en el Greek Theatre de Los Ángeles; el premio fue presentado por Johnny Depp. "Me gustó ser una leyenda viviente, eso estaba bien", dijo Richards, refiriéndose a un premio que recibió en 1989, "pero inmortal es aún mejor".

## Equipamiento

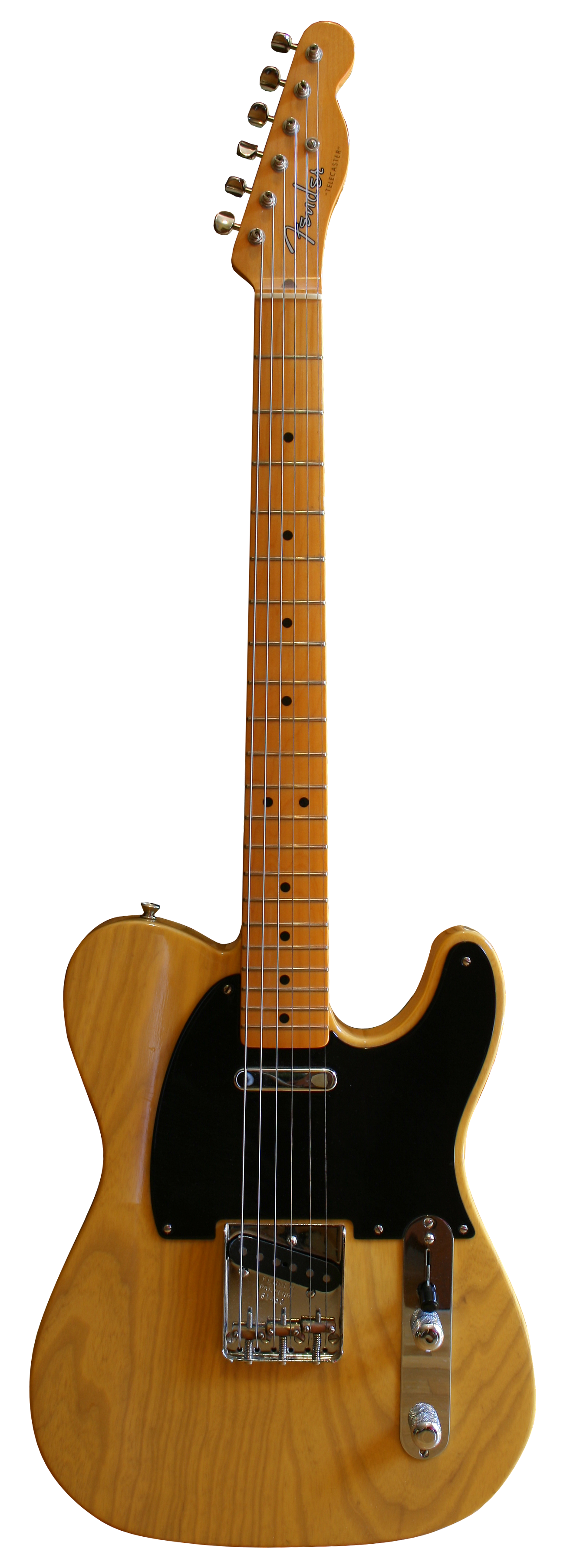
Guitarra Fender Telecaster

### Guitarras
Richards tiene una colección de aproximadamente 3000 guitarras. A pesar de que ha utilizado numerosos modelos a lo largo de los años, en una entrevista de Guitar World de 1986 Richards bromeó diciendo que no importa qué modelo toque, "Dame cinco minutos y haré que todas suenen igual". Richards le ha agradecido en varias ocasiones a Leo Fender y a otros lutieres por fabricar guitarras. Algunos de sus instrumentos notables son:
- Harmony Meteor: esta fue la guitarra principal de Richards en los primeros años de The Rolling Stones.[148]
- Gibson Les Paul Standard de 1959: Richards adquirió este instrumento, equipado con un cordal Bigsby, en 1964. La guitarra fue la primera Les Paul "propiedad de una estrella" en Gran Bretaña y sirvió como uno de los principales instrumentos de Richards hasta 1966.[149] Más tarde le vendería la guitarra a su futuro compañero Mick Taylor.[150] La guitarra probablemente fue robada en Nellcôte en julio de 1971.
- Epiphone Casino de 1961: La utilizó por primera vez en mayo de 1964, poco antes de la primera gira de los Stones por los Estados Unidos. La guitarra (junto con el Les Paul Standard de 1959) fue utilizada frecuentemente hasta 1966.[151]
- Gibson Firebird VII de 1965: A mediados de la década de 1960, Richards y Brian Jones tocaron a menudo con sus Firebird a juego.[152]
- Gibson Les Paul Custom de 1957: Adquirida en 1966, la pintó a mano con patrones psicodélicos en 1968. Le sirvió tanto en el escenario como en el estudio hasta finales del The Rolling Stones UK Tour 1971.La guitarra probablemente fue robada en Nellcôte en julio de 1971 y terminó en manos de un coleccionista a mediados de la década de 1990.[153]
- Adquirió una segunda "Black Beauty" Gibson Les Paul Custom de finales de los años 50 en 1969. La utilizó en vivo durante 1969 y 1970.[152]
- Gibson ES-355. Usó este modelo semi-hueco en el escenario durante The Rolling Stones American Tour 1969; Fue una de las favoritas de la banda durante las sesiones de Sticky Fingers y Exile on Main St. Richards la ha utilizado en todas las giras desde 1997. En 2006, también tocó una Gibson ES-345 blanca.[154]
- Gibson Les Paul Junior: Ha usado regularmente Juniors de un solo corte y de doble corte desde 1973. La que ha utilizado con mayor frecuencia desde 1979 es una de doble corte amarilla apodada "Dice". En giras recientes ha tocado «Midnight Rambler» y «Out of Control».[155]
- Fender Telecaster de 1953: La guitarra más asociada con Richards, adquirió esta Telecaster color caramelo en 1971. Apodada "Micawber", por un personaje de la novela David Copperfield de Charles Dickens,[91] está configurada con una afinación abierta en sol de cinco cuerdas. (-GDGBD),tiene un puente de latón, con saddles individuales en lugar de las tres que tenía el puente original. Las pastillas fueron reemplazadas por Ted Newman Jones por unas humbucking Gibson PAF y otras de acero Fender (similares a las de una Fender Broadcaster). "Micawber" es una de sus guitarras principales, y a menudo se usa para tocar «Brown Sugar», «Before They Make Me Run» y «Honky Tonk Women»[156]
- Fender Telecaster de 1954: Una segunda Telecaster, también modificada por Ted Newman Jones, apodado "Malcolm" y "Number 2". Modificada también para funcionar con la afinación abierta de sol de 5 cuerdas con la misma configuración similar a "Micawber" y unas pastillas Gibson PAF en la posición del mástil. Tiene un acabado natural y el grano de madera es visible.[156]
- Fender Telecaster de 1967: La tercera Telecaster, modificada para funcionar con la afinación abierta de sol de 5 cuerdas, es un modelo de rayos de sol oscuros, que también está equipado con una pastilla Gibson PAF. Se le quitó la tapa al PAF, dejando al descubierto las bobinas. En el escenario a acompañado al guitarrista en muchas canciones, incluyendo «You Can't Always Get What You Want» y «Tumbling Dice».[157]
- Fender Stratocaster de 1958:recibió esta guitarra como un regalo de Ronnie Wood después de la gira de la banda en 1982. Es una Mary Kaye Signature de 1958. La guitarra está terminada en rubio transparente y equipada con herrajes dorados. En vivo la ha utilizado para canciones como «You Don't Have to Mean It» y «Miss You».[156]
- Fender Telecaster Custom de 1975: Utilizada por primera vez en el Tour of the Americas 1975 y acompañándolo en el estudio hasta 1986. Más tarde la adaptó para la afinación abierta de sol de cinco cuerdas y reapareció en el escenario en 2005.[158]
- Guitarra Ampeg Dan Armstrong Plexi: Regalo que recibió de Armstrong durante los ensayos del American Tour 1969[159] y se convirtió en una de sus principales guitarras en shows y estudio hasta que fue robada en Nellcôte en julio de 1971. Para la gira de 1972, compró dos nuevas guitarras Dan Armstrong, que solo usó durante los primeros conciertos. Equipada con una pastilla humbucker personalizada de "agudos sostenidos", usó la guitarra con la afinación estándar. Se puede escuchar en «Carol», «Sympathy for the Devil» y «Midnight Rambler» en Get Yer Ya-Ya's Out. En la gira de 1970, Richards usó la segunda guitarra de Dan Armstrong equipada con una pastilla "rock treble".
- Gibson Hummingbird: acústica que utiliza desde finales de los 60.[154]
- Zemaitis de 5 cuerdas: Hecha a medida en 1974 por el lutier británico Tony Zemaitis, la guitarra apodada "Macabre" y "the Pirate Zemaitis" decorada con calaveras, una pistola y una daga. Richards la usó como su guitarra principal con afinación abierta entre 1975 y 1978, cuando fue destruida en un incendio en su casa alquilada en Los Ángeles. Durante A BIgger Bang Tour utilizó una réplica de fabricación japonesa.[160]
- Guitarras personalizadas Newman-Jones: el lutier de Texas Ted Newman-Jones hizo varios instrumentos personalizados de cinco cuerdas que Keith utilizó durante el Pacific Tour y el European Tour 1973. Utilizaría otra durante la gira con The New Barbarians en 1979.[161]

### Amplificadores
Sus preferencias con respecto a amplificadores han cambiado repetidamente a lo largo de su carrera, aunque es defensor del uso de amplificadores de baja potencia en el estudio, obteniendo claridad y distorsión mediante el uso de dos amplificadores, uno más grande como un Fender Twin limpio junto con un Fender Champ con overdrive. Para grabar Crosseyed Heart, Richards usó un Fender Champ con un parlante de 8" junto con un Fender Harvard modificado.
Algunos de los amplificadores que utiliza son:
- Mesa/Boogie Mark 1 A804: utilizado entre 1977 y 1993, este combo de 100 vatios 1x12" está acabado en madera con una rejilla de mimbre. Se puede escuchar en los álbumes de los stones Love You Live, Some Girls, Emotional Rescue, y Tattoo You, como en dos de sus álbumes solistas Talk is Cheap y Main Offender. Este amplificador fue hecho a mano por Randall Smith y entregado en marzo de 1977.[164]
- Fender Twin: lo ha utilizado en el escenario desde la década de 1990. Con un par de parlantes de 12", el Fender Twin era, en 1958, un amplificador de guitarra de tubo de 80 vatios. Utiliza un par de Fender Twins para lograr su característico sonido limpio/sucio.[165]
- Fender Dual Showman: adquirido por primera vez en 1964, lo utilizó frecuentemente hasta mediados de 1966. Grabó The Rolling Stones, Now!, Out of Our Heads, December's Children y Aftermath antes de cambiar a varios amplificadores prototipo de Vox en 1967 y Hiwatt en 1968.[166]
- Ampeg SVT: con 350 vatios, control de rango medio, interruptor de cambio de rango medio, los pads de entrada, el control de agudos con interruptor brillante moldearon el sonido de la guitarra de los Stones en vivo de los años 70. Usado en vivo por los Stones para guitarra, bajo y órgano (Leslie) de 1969 a 1978. Durante un breve período en 1972 y 1973, los amplificadores Ampeg V4 y VT40 compartieron tareas en el estudio con los amplificadores Fender Twin y Deluxe Reverb.[166]

### Efectos
En 1965, Richards usó un Gibson Maestro fuzzbox para lograr el distintivo sonido del riff de «(I Can't Get No) Satisfaction». Fue tal el éxito del sencillo, que impulsó las ventas del dispositivo y todos las existencias disponibles se agotaron a fines de 1965. Desde los años setenta y principios de los ochenta, Richards utiliza frecuentemente un pedal wah-wah, un phaser y un altavoz Leslie, pero se ha basado principalmente en combinar "el amplificador correcto con la guitarra correcta" para lograr el sonido él quiere.

## Discografía oficial

### Álbumes de estudio
- Talk is Cheap (1988)
- Main Offender (1992)
- Crosseyed Heart (2015)

### Álbumes en vivo
- Live At the Hollywood Palladium (1991)

### Álbumes recopilatorios
- Vintage Vinos (2010)

### Sencillos
| Lanzamiento                                                  | Título                                     | UK Airplay | US MainstreamRock | US Adult Alternative | Canada Digital | México Ingles Airplay |
| ------------------------------------------------------------ | ------------------------------------------ | ---------- | ----------------- | -------------------- | -------------- | --------------------- |
| Diciembre de 1978                                            | «Run Rudolph Run» / «The Harder They Come» | —          | —                 | —                    | —              | —                     |
| Octubre de 1988                                              | «Take It So Hard»                          | —          | 3                 | —                    | —              | —                     |
| Noviembre de 1988                                            | «You Don't Move Me»                        | —          | 18                | —                    | —              | —                     |
| Febrero de 1989                                              | «Struggle»                                 | —          | 47                | —                    | —              | —                     |
| Octubre de 1992                                              | «Wicked As It Seems»                       | —          | 3                 | —                    | —              | —                     |
| Enero de 1993                                                | «Eileen»                                   | —          | 17                | —                    | —              | —                     |
| Diciembre de 2007                                            | «Run Rudolph Run» / «Pressure Drop»        | —          | —                 | —                    | 68             | —                     |
| Agosto de 2015                                               | «Trouble»                                  | 64         | —                 | 20                   | —              | 49                    |
| Noviembre de 2015                                            | «Heartstopper»                             | —          | —                 | —                    | —              | 46                    |
| "—" denota que el sencillo no llegó a clasificar en la lista |                                            |            |                   |                      |                |                       |

## Temas de The Rolling Stones cantados por Keith Richards

### Voz principal
| - «You Got The Silver»(1969, Let It Bleed) - «Happy» (1972, Exile On Main Street) - «Coming Down Again» (1973, Goat's Head Soup) - «Before They Make Me Run» (1978, Some Girls) - «All About You» (1980, Emotional Rescue) - «Little T&A» (1981, Tattoo You) - «Wanna Hold You» (1983, Undercover) - «Too Rude» (1986, Dirty Work) - «Sleep Tonight» (1986, Dirty Work) - «Can't Be Seen» (1989, Steel Wheels) - «Slipping Away» (1989, Steel Wheels) - «The Worst» (1994, Voodoo Lounge) - «Thru and Thru» (1994, Voodoo Lounge) - «You Don't Have To Mean It» (1997, Bridges To Babylon) - «Thief In The Night» (1997, Bridges To Babylon) - «How Can I Stop» (1997, Bridges To Babylon) - «Losing My Touch» (2002, Forty Licks) - «The Nearness Of You» (2004, Live Licks) - «This Place Is Empty» (2005, A Bigger Bang) - «Infamy» (2005, A Bigger Bang). - «Hurricane» (2005, a beneficio del Hurricane Katrina Fund) - «Thru and Thru» (en vivo) (2005, Rarities 1971–2003) - «Connection» (2007, Shine a Light) - «Soul Survivor» (Alternative Take) – (relanzamiento 2010, Exile on Main St.) - «We Had it All» (relanzamiento 2011, Some Girls) - «Tell Me Straigth» (2023, Hackney Diamonds) | - «The Singer Not The Song» (1965, December's Children) - «Connection» (1967, Between The Buttons) - «Something Happened To Me Yesterday» (1967, Between The Buttons) - «Salt of The Earth» (1968, Beggar's Banquet) - «Brown Sugar» (1971, Sticky Fingers) - «Rocks Off» (1972, Exile on Main St.) - «Rip This Joint» (1972, Exile on Main St.) - «Tumbling Dice» (1972, Exile on Main St.) - «Torn and Frayed» (1972, Exile on Main St.) - «Soul Survivor» (1972, Exile on Main St.) - «Memory Motel» (1976, Black And Blue) - «Sweethearts Together» (1994, Vodoo Lounge) - «Anyway You Look At It» (2005, Rarities 1971–2003) |

## Filmografía
| Año  | Título                                          | Rol            | Notas                                                           |
| ---- | ----------------------------------------------- | -------------- | --------------------------------------------------------------- |
| 1969 | Man on Horseback                                | Soldier        |                                                                 |
| 2002 | Los Simpsons                                    | Él mismo       | "How I Spent My Strummer Vacation" (voz)                        |
| 2007 | Piratas del Caribe: en el fin del mundo         | Captain Teague | Premiado Scream Award por mejor cameo                           |
| 2011 | Piratas del Caribe: Navegando aguas misteriosas | Captain Teague | Nominado—People's Choice Award por elenco favorito de películas |
| 2011 | Toots and the Maytals: Reggae Got Soul          | Él mismo       | Documental                                                      |
| 2012 | Rolling Stones: One More Shot                   | Él mismo       | TV                                                              |
| 2015 | Keith Richards: Under the Influence             | Él mismo       | TV                                                              |
| 2017 | Piratas del Caribe: La venganza de Salazar      | Captain Teague |                                                                 |